# 翠川しん
翠川 しん（みどりかわ しん、4月7日生まれ、A型）は日本のイラストレーター、漫画家。

## 人物
- 昔からファンタジーが好きで、作品はもっぱらファンタジーが多い。イベントではハロウィンが大好き。
- 電撃文庫（メディアワークス）のホラーファンタジー小説『Missing』シリーズ（著：甲田学人）にて挿絵や表紙などのイラストを担当。

## 作品リスト

### 挿絵・イラスト
- Breath of the Earth - イラストストーリー、電撃hp（メディアワークス）掲載、全3回。
- Missingシリーズ（著：甲田学人） - 小説挿絵 （第1巻から第12巻まで）※最終巻＝第13巻および番外編「夜魔」シリーズを除く。

### 漫画
- Aventura（『月刊少年シリウス』2005年7月号 - 2015年10月号にて打ち切り、全6巻）

### その他
- 季刊エス（飛鳥新社） - イラストやコピック講座など。

## リンク
- 翠川しん (@Zebraquestion) - X（旧Twitter）